# Le Moustoir
Le Moustoir (en bretó Ar Vouster) és un municipi francès, situat a la regió de Bretanya, al departament de Costes del Nord. L'any 2006 tenia 617 habitants.

## Demografia
| 1962                                       | 1968 | 1975 | 1982 | 1990 | 1999 |
| ------------------------------------------ | ---- | ---- | ---- | ---- | ---- |
| 452                                        | 514  | 476  | 523  | 549  | 583  |
| Des de 1962: població sense dobles comptes |      |      |      |      |      |

## Administració
| Període   | Identitat             | Partit |
| --------- | --------------------- | ------ |
| 2001-2008 | François Kersulec     |        |
| 2008-     | Marie-Hélène Le Bihan |        |